# Rakov (okres Přerov)
Rakov je obec ležící v okrese Přerov. Žije zde 418 obyvatel. Jeho katastrální území má rozlohu 496 ha. Obec Rakov je členem dobrovolného svazku obcí mikroregionu Záhoran.
V obci Rakov je mateřská škola, prodejna smíšeného zboží, hostinec.

## Historie
První písemná zmínka o obci pochází z roku 1371.

## Galerie

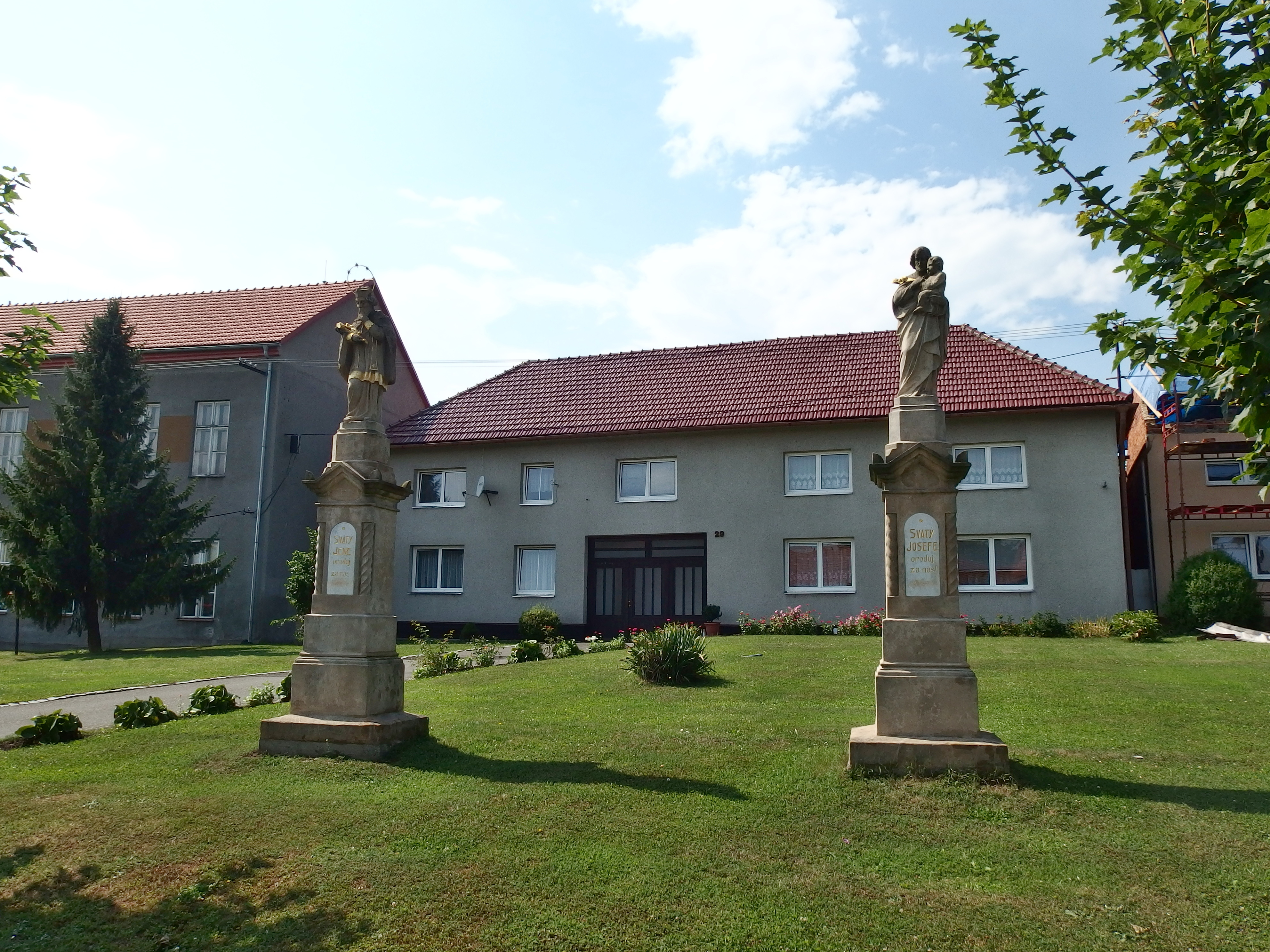
Sochy sv. Jana Nepomuckého a Josefa
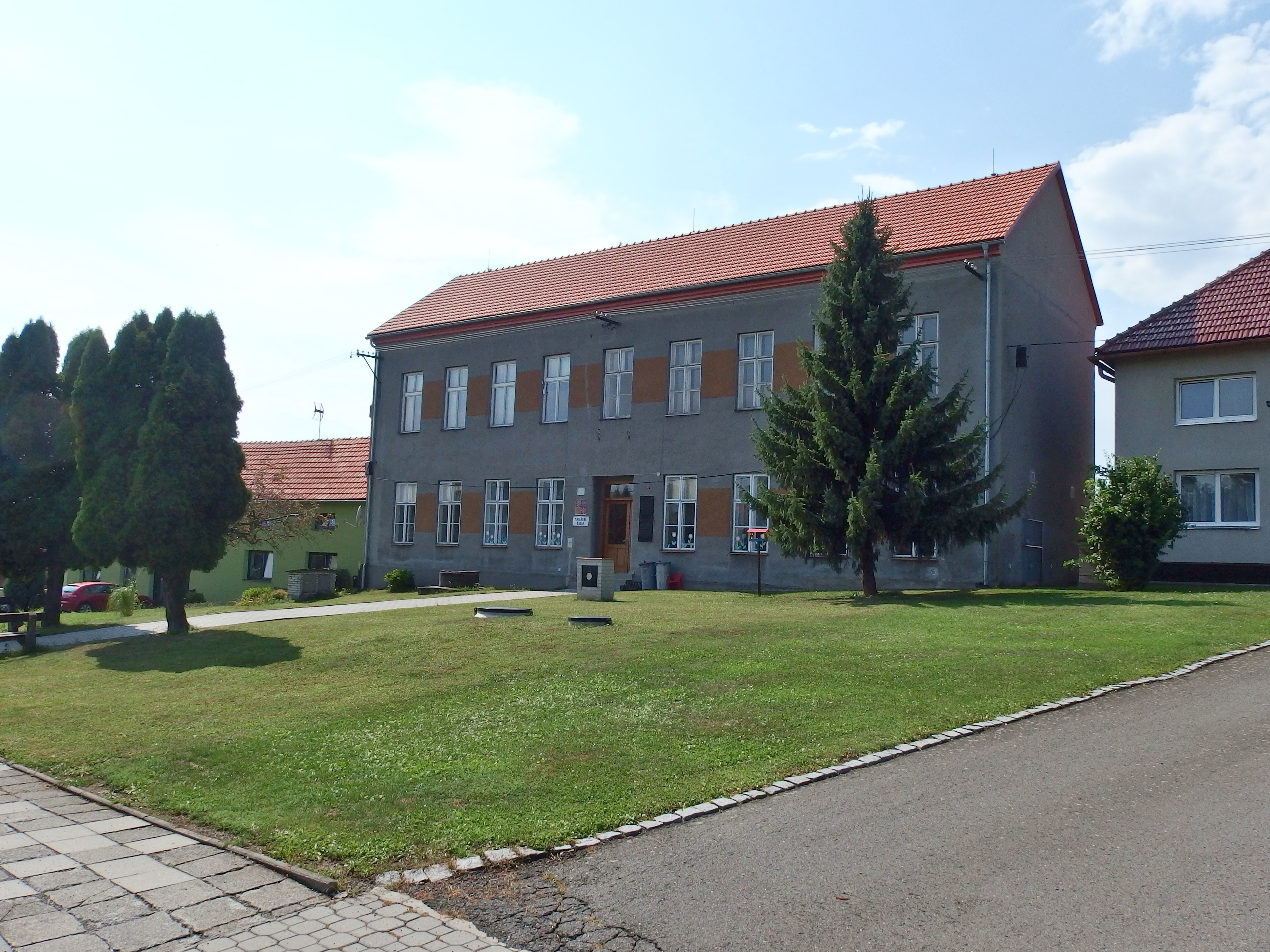
Mateřská škola
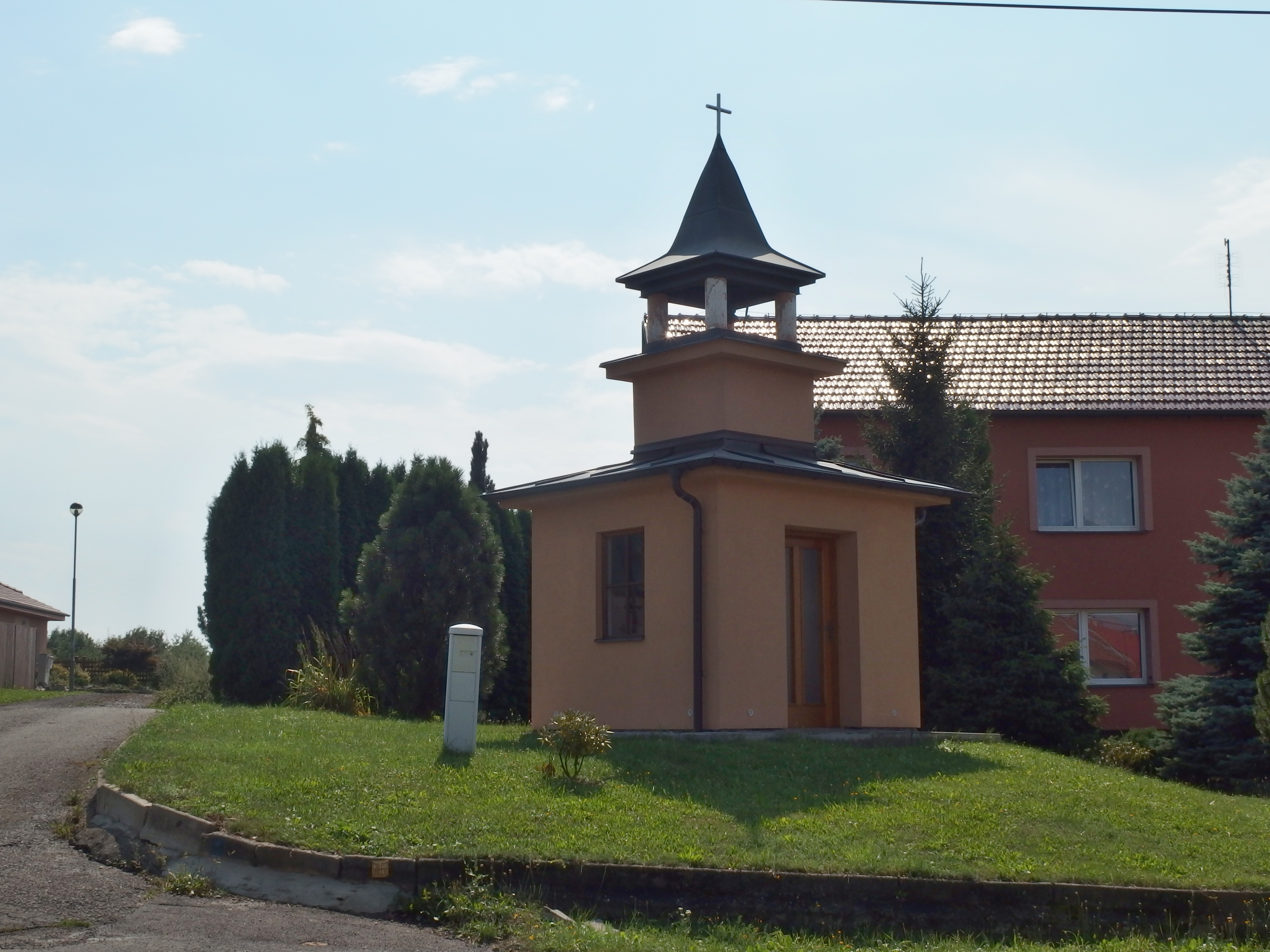
Zvonice
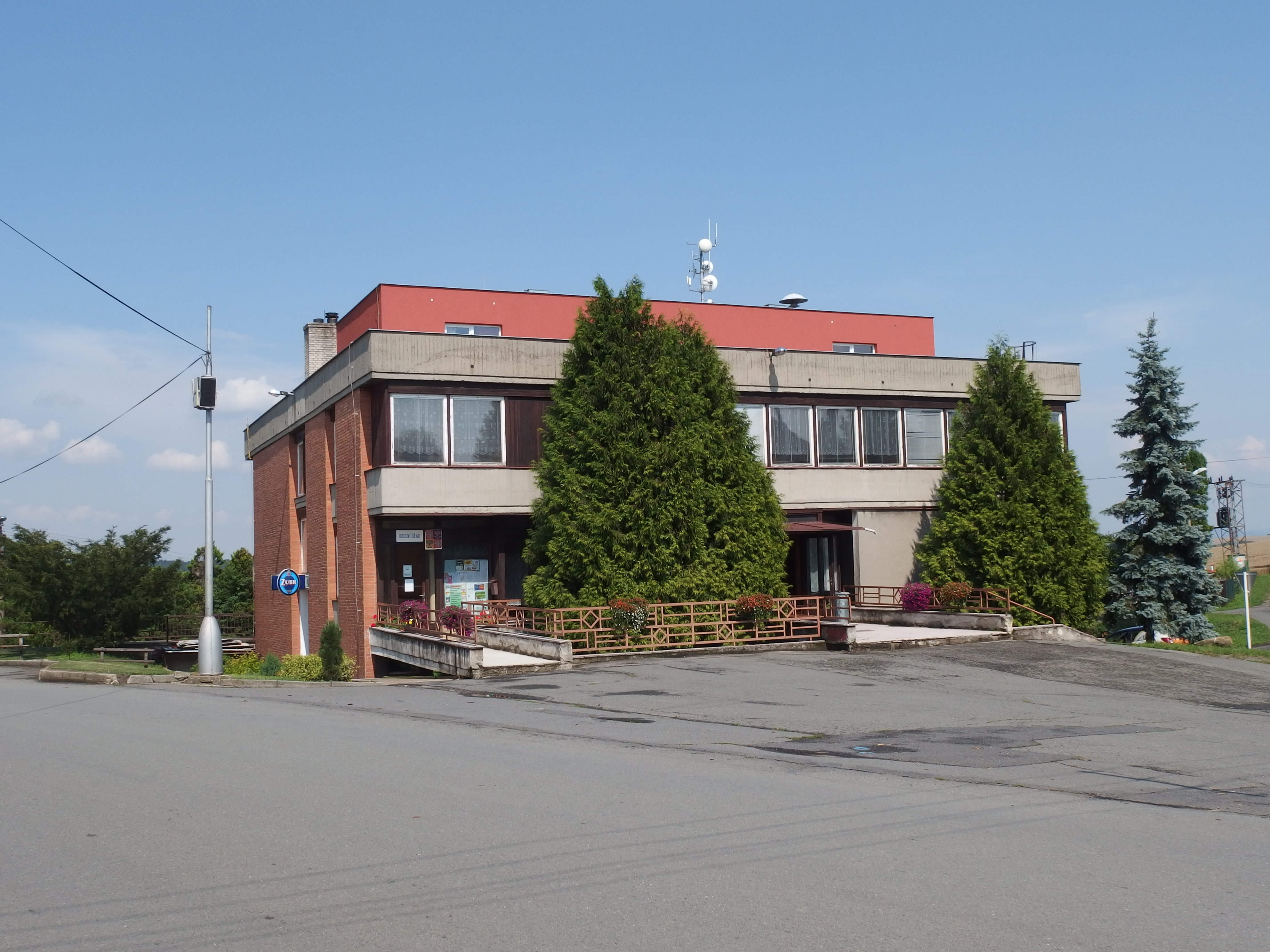
Obecní úřad